# Гайсин, Бахти Миниярович
Гайсин Бахти (Бахтиганий) Миниярович (24 января 1930, Кшанны, Башкирская АССР — 5 октября 1991, Уфа) — советский аккордеонист, композитор. Народный артист Башкирской АССР (1962). Заслуженный артист РСФСР (1986).

## Биография
Гайсин Бахти (Бахтиганий) Миниярович родился 24 января 1930 года в селе Кшанны Стерлитамакского кантона (ныне — Аургазинский район Башкортостана).
В 1953 году окончил отделение народных инструментов Уфимского музыкального училища (класс И. П. Фоменкова).
По окончании училища с 1953 по 1961 годы работал концертмейстером Башкирского академического театра драмы. С 1961 по 1990 год работал в Башкирской государственной филармонии.
Гайсин Бахти (Бахтиганий) Миниярович — автор песен: «hунгы мэхэббэт» («Поздняя любовь») на стихи Г.Зайнашевой, «Ике аkkош» («Два лебедя») на стихи А.Баянова, «hэйлэгэндэр hэйлэhендэр» («Пусть говорят») на стихи А.Атнабаева, инструментальных пьес «Фантазия на темы современных плясовых мелодий», «Праздничный марш», «Вальс», «Чабаны» и др.; занимался обработками народных мелодий. Был организатором первых в БАССР профессиональных музыкальных ансамблей (ансамбль Ф. Я. Кудашевой).
Гастролировал в СССР, ГДР, Финляндии, Франции.

### Семья
Дочь — Розалия Бахтиганиевна Гайсина;
- внуки — Тимур, Дмитрий и Станислав.

## Награды и звания
- Народный артист Башкирской АССР (1962)
- Заслуженный артист РСФСР (1986).

## Память
В Уфе на доме, где жил Б. Гайсин, установлена мемориальная доска.
С 1997 года имя Бахти Гайсина носит Толбазинская детская музыкальная школа.
В Кшаннинской школе создан музей имени Бахти Гайсина.